# Allium akaka
Allium akaka — вид трав'янистих рослин родини амарилісові (Amaryllidaceae), поширений у Західній Азії.

## Опис
Стеблина пряма, завдовжки 5–20 см. Листків 2–2(4), 1–5 см завширшки, (довгасті) еліптичні, вигнуті, скручені або згорнуті, верхівка округла або зубчаста, коротко гостра, поля трохи хвилясті. Зонтик півсферичний, діаметром 4–6 см, багатоквітковий. Оцвітина від білястого до бузково-рожевого забарвлення; листочки оцвітини рівні, завдовжки 0.6–0.8 см, еліптично-лінійні, верхівка округла, тупа або зубчаста, іноді загострена чи капюшоноподібна; серединна жилка листочків оцвітини виразна, пурпурно-фіолетова, іноді зелена. Пиляки жовті, рідко пурпурові. Зонтик у час плодоношення сферичний або півсферичний, діаметром 5–7 см. Коробочка грушоподібно-серцеподібна, заввишки 0.5–0.6 см.
Час цвітіння: квітень і травень. Час плодоношення: травень.

## Поширення
Поширений у східній Туреччині, південній Вірменії, північному Ірані.
Населяє сухі кам'янисті схили, щебеневу й кам'янисту місцевості, скелясті пустелі. Передгір'я та нижній висотний пояс; 600—1200 м.